# 宮健一
宮 健一（みや けんいち、1977年6月29日 - ）は、日本の男性声優。北海道出身。フリー。

## 人物
かつてはIAMエージェンシー、アズリードカンパニーに所属していた。
特技はラーメン食べ歩き。趣味は読書、観劇、食品サンプルを眺める。
資格は原動機付自転車免許。

## 出演

### テレビアニメ
2010年
- 遊☆戯☆王5D's（ドラガン）

2011年
- C（アントレ）
- ドラえもん（テレビ朝日版第2期）
- まじっく快斗（警官、男子）

2012年
- 蒼い世界の中心で（兵士）

2013年
- ガッチャマン クラウズ（若者、酔っ払い男）
- スパロウズホテル（客E）

2014年
- 普通の女子校生が【ろこどる】やってみた。
- Persona4 the Golden ANIMATION（波多野）
- 未確認で進行形（男子生徒、村人）
- 名探偵コナン（機動隊員）

2015年
- 実は私は（男子生徒、紫々戸獅狼）
- 城下町のダンデライオン（山本悠二、指揮官、トナカイ）

2016年
- はがねオーケストラ（キュウベエ）

### ゲーム
2011年
- 久遠の絆 再臨詔 フルボイス版（賀茂保憲）
- 遊☆戯☆王ファイブディーズ タッグフォース6（ドラガン）

2012年
- 葬送鬼レギナルト（アードルフ・ツアンバッハ）

2013年
- 機巧少女は傷つかない Facing "Burnt Red"（グスタフ）

2015年
- プリンセスメーカー（レオナード将軍）

### パチンコ
- CR嘘喰い（斑目貘）

### ドラマCD
- 奇才楽団物語 ゼクス之章（警官）
- のぶながっ!（遠藤直経）

### 電子マンガ
- マジカル☆ドリーマーズ（ヴォルテ・ミレオン）

### 吹き替え

#### 映画
- オーメン 呪戒（ミッチ）
- スターブレード（パンハンドラー）
- トランスフォーサー（デラシ〈ジェイ・レネ〉）
- 虹蛇と眠る女（マシュー〈ジョセフ・ファインズ〉）
- NINJA〜ニンジャin L.A.〜（レギオン、サマエル）
- 白髪妖魔伝（金独異〈チウ・マンチェク〉）
- ファイナル・ミッション（マックス〈ウィルマー・バルデラマ〉）

#### ドラマ
- 彼と私と両家の事情（マオ・フォン〈リン・シェン〉）
- 名探偵ポワロ DVDコレクション（アーサー・ヘイスティングス大尉〈ヒュー・フレイザー〉）

#### その他
- マイケル・ジャクソン ヒストリー:キング・オブ・ポップ1958-2009（ポール・ガンバチーニ 他）

### ラジオ
※はインターネット配信。
- 堀川りょうの声優への道（マンスリーアシスタント1月担当、ラジオ大阪）
- シャカリキック!平川大輔と頑張るフレッシュ（2011年 - 2012年、BBstationチャンネル※）
- シャカリキック!平川大輔と頑張るフレッシュ （有料版）（2011年 - 2012年、BBstationチャンネル※）
- ラジオ雨色ココア（2014年 - 2015年、ラジオ大阪、ラジオ日本）

### ラジオCM
- 携帯小説ポケクリ

### 舞台
- 劇団カリフォルニアバカンス 本公演・カフェ公演